# Baía das Mulheres
Baía das Mulheres é uma telenovela portuguesa transmitida pela TVI entre 25 de Maio de 2004 e 1 de Abril de 2005. Escrita por Manuel Arouca, o enredo é inspirado na telenovela mexicana  "La casa en la playa" contudo não é uma adaptação, apenas bebeu daquela novela para criar a sua. 
A telenovela foi reposta desde do dia 26 de julho de 2016 até 15 de outubro de 2016 na TVI, no ano de 2012 foi reposta no canal RTP África .de 28 de Maio a 8 de Fevereiro de 2013 no horário das 12 horas (hora de Lisboa).

## Sinopse
Esta telenovela baseia-se em histórias de paixões, sentimentos e emoções, onde as mulheres são o destaque. Graça Botelho Magalhães (Cristina Homem de Mello) é casada com Ricardo Augusto da Silva Magalhães (Tozé Martinho) com quem tem três filhos: Teresa Botelho Magalhães (Silvia Balancho), snobe/arrogante, Marta Botelho Magalhães (Catarina Guimarães), divertida e João Botelho Magalhães (José Carlos Pereira). O filho mais velho é casado com Maria do Mar Quintino Pereira Botelho Magalhães (Bárbara Norton de Matos), uma educadora de infância que deseja ser mãe, mas possui dificuldades em engravidar.
Na véspera do aniversário de Ricardo, Graça vai ter com ele ao veleiro, e acaba por descobrir que o marido a traía com a amante Vera Moraes (Sofia Grillo). Desse modo, Graça pede o divórcio. Após isso, Ricardo tenta o suicidar-se. Graça, sentindo-se culpada, decide perdoá-lo e reatar o casamento. Vera decide vingar-se da reconciliação do ex-amante. A reconciliação falha e Graça avança com o divórcio. Com o divórcio, a família toma duas posições diferentes. Do lado de Ricardo ficam a mãe, Maria Amélia da Silva Magalhães (Anna Paula), e a filha Teresa. Do lado de Graça ficam Marta e João. Teresa Botelho Santos Moreira (Sandra Faleiro) tenta convencer a irmã Graça a voltar a perdoar Ricardo, mas não consegue.
Entretanto, João e Maria do Mar atravessam uma crise emocional porque não conseguirem ser pais. João acaba por conhecer Bárbara Mendonça de Mascarenhas (Andreia Diniz), a melhor amiga de Maria do Mar. Os dois envolvem-se sentimentalmente e Maria, embora perdoe o marido, receia que Bárbara tenha engravidado. É aí que Maria do Mar conhece Sílvia Moraes (Beatriz Figueira), uma menina abandonada que tinha sido entregue no infantário onde trabalha. Maria apaixona-se pela criança, mas Filipa Moraes (Ana Lúcia Chita), mãe biológica da menina, tenta recuperar a filha. Entretanto, Maria começa a fazer tratamentos de fertilização.

## Elenco
- Cristina Homem de Mello - Graça Botelho Magalhães
- Tozé Martinho (†) - Ricardo Augusto Magalhães
- Bárbara Norton de Matos - Maria do Mar Quintino Pereira Botelho Magalhães
- José Carlos Pereira - João Botelho Magalhães
- Alexandre de Sousa - Jorge de Mascarenhas
- Ana Brito e Cunha - Rosa Trigo
- Ana Lúcia Chita - Filipa Alenquer Moraes
- Ana Mafalda - Leonor
- Anabela Teixeira - Cristina Sousa Mendes
- André Patrício - Rodrigo (Kiko) Melo
- Andreia Diniz - Bárbara (Bá) Mendonça de Mascarenhas[6]
- Anna Paula (†) - Maria Amélia da Silva Magalhães
- Beatriz Figueira - Sílvia Moraes[7]
- Carla Maciel - Conceição (São) Quintino Pereira
- Catarina Guimarães - Marta (Martinha) Botelho Magalhães
- Cucha Carvalheiro - Gabriela
- Edmundo Rosa - Eusébio Quintino Pereira
- Guida Maria (†) - Carolina (Carol) Mendonça de Mascarenhas
- Henriqueta Maia - Ludovina Quintino Assunção
- Irene Cruz - Silvina Quintino Pereira
- João Arouca - José (Zé) Manel
- João Lagarto - Manuel Arrais
- Joana Bastos - Cláudia
- Joaquim Nicolau - Cristino Quintino
- Jorge Picoto - Nuno
- José Pedro Vasconcelos - Paulo Silva (Esparguete)
- Lourenço Tamagnini - Diogo Mendonça de Mascarenhas
- Luis Alberto - Ernesto Quintino (Lula)
- Luís Mascarenhas - Simeão Pereira
- Luísa Ortigoso - Delfina
- Manuel Melo - Rui Vieira da Silva
- Mara Lúcia Galinha - Joana (Jo) Quintino
- Marco D'Almeida - Tiago Lemos
- Maria Dulce (†) - Piedade Ferreira Alves
- Marques D'Arede - Justino
- Paulo Nery - Bruno Simões
- Pepê Rapazote - Tomás Santos Moreira
- Rafaela Sabino - Sara
- Rafaela Villa - Matilde Santos Moreira
- Raquel Maria (†) - Ana Cristina
- Ricardo Castro - Armindo Costa (Banhas)
- Rita Egídio - Daniela
- Rita Seguro - Alexandra (Xana) Marques
- Rosa do Canto - Bernardina (Dina) Quintino
- Rosa Lobato Faria (†) - Teresa Maria
- Rui Mendes - Raul Moraes (pai de Vera e Filipa)
- Rute Miranda - Laura (Laurinha)
- Sandra Faleiro - Teresa (Tita) Botelho Santos Moreira
- Sara Prata - Sofia
- Silvia Balancho - Teresa Botelho Magalhães
- Sofia Grillo - Vera Alenquer Moraes
- Sofia Nicholson - Joanne
- Tiago Mesquita - Gonçalo Santos Moreira

## Banda Sonora
1. Fotografia - Juanes & Nelly Furtado
2. Thank You - Jamelia (Tema De Teresa)
3. In the Shadows - The Rasmus
4. Ai se Ele Cai - Xutos & Pontapés[8]
5. Acreditar em Mim (Sem Nunca Desistir) - Paula Teixeira (Tema de Filipa)
6. Dá-me a tua Mão - Mané
7. The Closest Thing to Crazy - Katie Melua
8. E Solo Colpa Mia - Helena(Tema De Graça)
9. Powerless- Nelly Furtado (Tema de Tita)
10. Soy Tu Venus - Baccara
11. Vem Daí - Beto
12. Sere Nere - Tiziano Ferro (Tema de Bruno)
13. High On You - Grace
14. I Believe In Miracles - No Way Out (Tema de Maria do Mar)
15. Let's Give It a Try - Lewis & Simon (Tema De Maria Do Mar e João)
16. Gente Di Mare - Miguel & André
17. Uma Estrela a Olhar Por Mim - Berg
18. E Vou Ficar Assim - Mário Marta
19. Baía das Mulheres - Berg & Diogo Tavares (Tema do Genérico)
20. Papel Principal - Adelaide Ferreira

## Audiência
Baía das Mulheres estreou a 25 de maio de 2004 com 14,2% de audiência média e 40,7% de share. O último episódio, a 1 de abril de 2005, conquistou 15,3% de rating e 47,9% de share, o que corresponde a 1 442 500 espectadores. Teve média final de 10,9% de rating e 36,9% de share.

## Curiosidades
- A telenovela marcou o regresso de José Carlos Pereira, às novelas da TVI. O mesmo já tinha sido protagonista na adaptação argentina de Muñeca Brava, nomeada de Anjo Selvagem.
- Esta telenovela não teve grande sucesso de audiências e popularidade.
- Os temas principais da trama eram a adopção, o abandono de crianças e o divórcio na meia-idade.